# Sistemi di datazione nel mondo latino
Il mondo latino (intendendo con questo termine quella parte del mondo radicata nella civiltà romana) ha utilizzato diversi sistemi di datazione nel corso dei secoli.
Il sistema attualmente in uso nei paesi occidentali ha oggi il suo anno 0 nel cosiddetto Anno Domini, quello tradizionalmente indicato come anno dell'incarnazione di Cristo.

## Le datazioni precedenti all'era cristiana
La storia e la scrittura e l'esigenza di definire, oltre che la sequenza, la data degli eventi erano tuttavia già cominciate gran tempo prima della nascita di Cristo, anche nel mondo latino. I Romani avevano diversi modi di datare gli eventi.

### Datazione consolare
La prima e la più comune pratica, fin dai tempi della Repubblica, fu la datazione consolare: ogni anno veniva identificato con il nome dei due consules ordinarii che assumevano la carica il 2 gennaio dell'anno.
Con l'espandersi dell'orbe latino, la notizia della nomina ci metteva a volte molti mesi ad arrivare alle province più periferiche; è per questo che occasionalmente si trovano iscrizioni che definiscono l'anno in corso come "dopo il consolato" dei consoli dell'anno precedente.

### Datazione dalla fondazione di Roma
Un altro metodo di datazione, raramente usato, era indicare l'anno dalla fondazione di Roma, chiamata semplicemente "la città" per antonomasia. L'espressione anno urbis conditae (letteralmente "nell'anno della città fondata") era abbreviata in AUC.
Gli storici romani non erano concordi sull'anno di fondazione.  Gli storici moderni adottano la datazione di Varrone, che la pone nel 753 a.C.
La datazione AUC fu usata dallo storico iberico Paolo Orosio verso il 400 d.C. Papa Bonifacio IV, all'inizio del VII secolo, fu il primo ad usare l'era AUC e l'Anno Domini contemporaneamente, facendo corrispondere l'anno 607 A.D. al 1360 AUC (quindi seguendo Varrone).

### Anni di regno degli imperatori romani
Un altro sistema di datazione - non frequente, tuttavia ripreso prima dai papi e poi dal fascismo - era quello basato sull'anno di regno dell'imperatore. Questo sistema iniziò con Augusto, nei cui documenti (come le Res gestae Divi Augusti) gli anni si contano da quando assunse l'ufficio di console e il Senato romano gli conferì i poteri tribunizi. Il formalismo serviva a sottolineare che i suoi poteri provenivano da questi uffici, piuttosto che dalla sua propria persona o dalle molte legioni sotto il suo controllo. I suoi successori seguirono questa pratica fino a che la memoria della Repubblica romana si affievolì; intorno al 200 cominciarono apertamente ad usare come parametro di datazione il proprio anno di regno.

### Indizioni cicliche
Un altro sistema comune era usare l'indizione ciclica (15 indizioni costituivano un ciclo di tassazione agricola, mentre una indizione rappresentava un anno). Documenti ed eventi cominciarono ad essere datati dall'anno del ciclo (esempio, "quinta indizione", "decima indizione") nel quarto secolo. Questo sistema continuò ad essere usato per molto tempo dopo che la tassa non fu più raccolta: era in uso in Gallia, in Egitto ed in più parti della Grecia fino alla conquista islamica, e nell'Impero romano d'Oriente fino alla sua caduta nel 1453.

### Altri sistemi di datazione
Al di fuori del mondo latino erano in uso altri sistemi di datazione, basati ad esempio sull'anno dalla fondazione di una particolare città, o, in Persia, sull'anno di regno dell'imperatore, o, nell'Islam, sull'anno di regno del Califfo. 
Ancora diversa è la numerazione degli anni nel calendario ebraico, che pone l'anno 0 a partire dalla presunta data della creazione, che in base alle indicazioni della Bibbia è stata calcolata al 3760 a.C.

## Datazione cristiana

### Tentativi di modifica della datazioneAnno Dominiin epoca moderna
Durante la Rivoluzione francese si tentò di spostare l'inizio del conteggio degli anni al 22 settembre 1792 ribattezzato in 1 vendémiaire an 1 (1 vendemmiaio, anno 1)
 
della prima Repubblica francese. Il calendario gregoriano e la datazione "Anno Domini" furono ripristinati da Napoleone Bonaparte: dopo il 10 nivôse an XIV (10 nevoso, anno 14), il calendario riportava - 1º gennaio 1806.
Similmente si tentò di usare un calendario rivoluzionario in Cecoslovacchia. Di questa rivoluzione rimasero però solo i nomi dei mesi, riprendendo, per la numerazione degli anni, l'uso tradizionale dell'Anno Domini.
Il governo fascista in Italia utilizzò il sistema standard insieme a numeri romani per denotare il numero di anni dell' "era fascista": essendo salito al potere Mussolini sul finire del 1922, l'anno I corrispondeva al 1923. Perciò il 1934 ad esempio era l'anno XII. Questa datazione fu abolita con la caduta del fascismo in Italia il 25 luglio 1943, anno XXI dell'era fascista. Essa fu però reintrodotta alla fine di ottobre 1943 dalla Repubblica Sociale Italiana, decadendo di fatto con la resa della Repubblica il 27 aprile 1945/XXIII dell'Era Fascista.